# Chitty Bang Bang

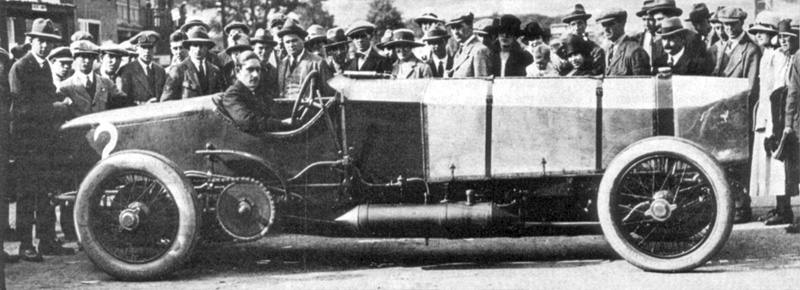
Il conte Zborowski con la Chitty Bang Bang 1 a Brooklands

Chitty Bang Bang è il nome informale di una serie di auto da competizione inglesi, costruite e pilotate dal conte Louis Zborowski e dal suo ingegnere Clive Gallop negli anni venti del XX secolo. Il quarto modello conquistò il record di velocità terrestre nel 1927. Queste auto hanno ispirato il romanzo di Ian Fleming e il film musicale Citty Citty Bang Bang.
Le "Chittys" vennero costruite a Higham Park, nella residenza di Zborowski a Bridge, vicino a Canterbury nel Kent. Le vetture erano talmente rumorose che un'ordinanza della città di Canterbury ne proibì l'ingresso all'interno delle mura cittadine. L'origine del nome "Chitty Bang Bang" è controversa, ma si crede possa derivare da una canzone soldatesca della prima guerra mondiale o più semplicemente dal caratteristico rumore del motore.

## Chitty 1
La Chitty 1 era costruita su di un telaio modificato Mercedes ed equipaggiata con un motore aeronautico Maybach a 6 cilindri da 23 litri. Vinse due corse al suo debutto a Brooklands nel 1921, e arrivando seconda in una gara d'accelerazione dietro un'altra vettura di Zborowski durante lo stesso evento. La Chitty 1 venne dotata di quattro posti e di uno scarico libero e sovradimensionato con l'intento di disorientare gli scommettitori e gli spettatori. In quella occasione fece registrare la velocità massima di 100,75 mph (162,14 km/h).
Per la successiva uscita, la Chitty 1 fu modificata in una versione a due posti, con il radiatore carenato ed uno scarico più convenzionale. Ottenne in una occasione una velocità prossima alle 120 miglia orarie e pertanto il suo handicap in gara venne notevolmente ridimensionato. Successivamente ebbe un incidente, nel quale un cronometrista perse tre dita, venne ricostruita e passò nella proprietà dei figli di Arthur Conan Doyle, ma fu presto ritirata dalle competizioni e in seguito smontata per ricavarne parti di ricambio.

## Chitty 2
La Chitty 2 aveva un passo più corto, e un motore aeronautico Benz Bz.IV da 18,8 litri. Non ebbe altrettanto successo come la precedente ma prese parte a molte corse su strada, compresa una spedizione nel deserto del Sahara nel 1922. In seguito divenne proprietà del Crawford Auto-Aviation Museum a Cleveland e poi parte della collezione privata Bob Bahre nel Maine.

## Chitty 3
La Chitty 3,  anch'essa basata su di un telaio modificato Mercedes e su un motore aeronautico, sempre Mercedes, a sei cilindri con singolo asse a camme in testa da 160 hp, elaborato per erogare 180 hp. La vettura fece registrare un record sul giro a Brooklands alla media di 112,68 miglia orarie. Louis Zborowski in seguito la utilizzò come sua vettura personale, e la guidò fino a Stoccarda dove ottenne di unirsi alla squadra corse Mercedes.

## Chitty 4

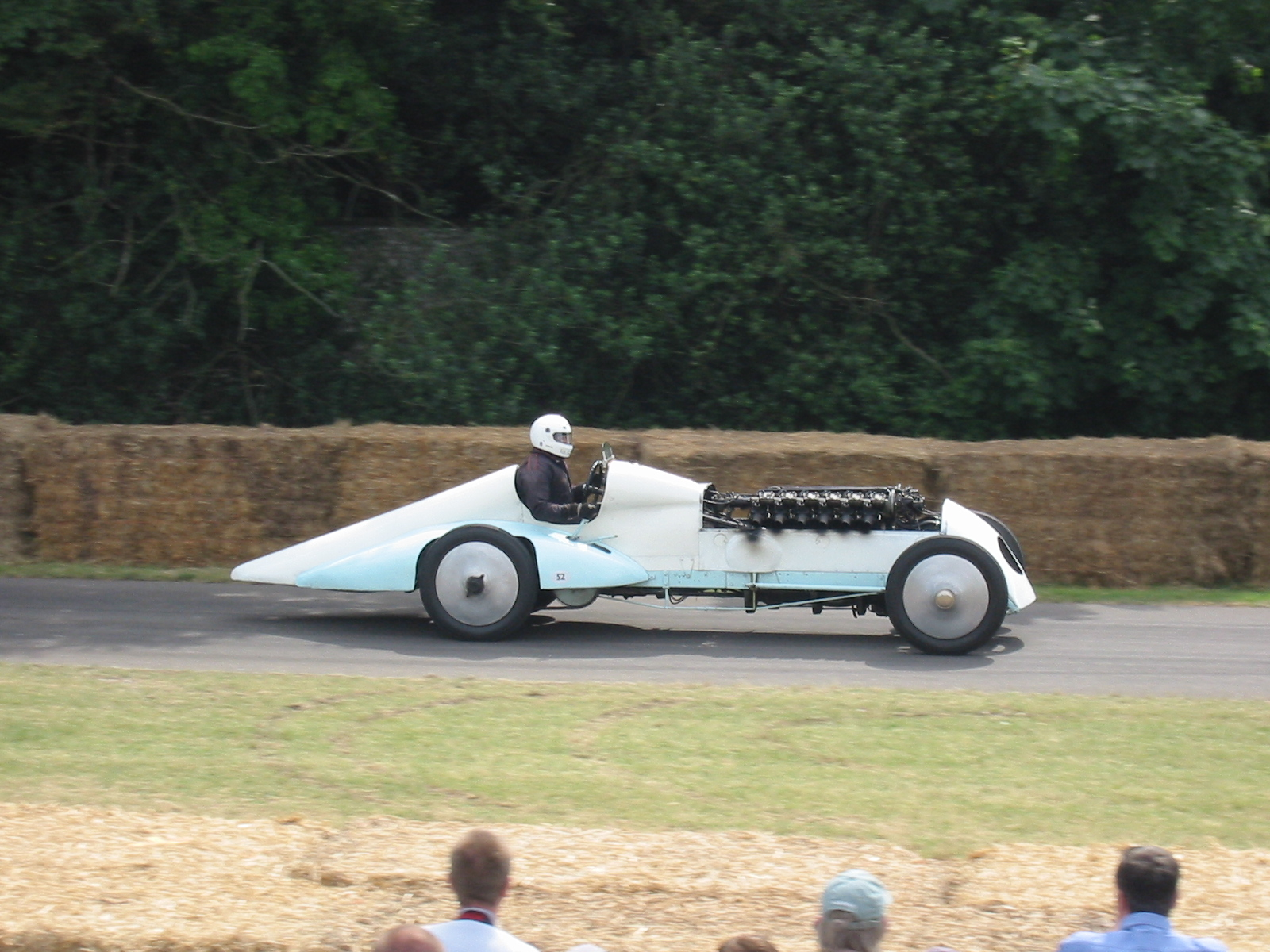
La Higham Special o Chitty 4 detta "Babs" al Goodwood Festival of Speed

La Chitty 4 (detta anche Higham Special) fu la più potente auto di Louis Zborowski. Utilizzava un motore aeronautico V12 Liberty da 450 hp di 27 litri di cilindrata, con cambio e trasmissione a catena della Blitzen Benz anteguerra. Non ancora completamente sviluppata al momento della morte di Zborowski nel novembre 1924, venne acquistata dall'ingegnere e pilota J.G. Parry-Thomas per la somma di 125 sterline.
Parry-Thomas ribattezzò l'auto Babs e la modificò con quattro carburatori Zenith e con pistoni di sua progettazione. Nell'aprile del 1926, Parry-Thomas conquistò con questa vettura il record di velocità terrestre a 171,02 mph (273,6 km/h) a Pendine Sands in Galles, ma rimase ucciso in un successivo tentativo di battere il record. La Babs rimase dimenticata per molti anni a Pendine Sands, ma venne in seguito restaurata e conservata al Pendine Museum of Speed.